# Смешанная парная сборная Кувейта по кёрлингу
Смешанная парная сборная Кувейта по кёрлингу — смешанная национальная сборная команда (составленная из одного мужчины и одной женщины), представляет Кувейт на международных соревнованиях по кёрлингу. Управляющей организацией выступает Клуб зимних видов спорта Кувейта (англ. Kuwait Winter Games Club).

## Результаты выступлений

### Зимние Азиатские игры
| Год  | Место | И | В | П | Состав (женщина, мужчина, тренер)                         |
| ---- | ----- | - | - | - | --------------------------------------------------------- |
| 2025 | 10    | 5 | 1 | 4 | Fatema Abdulateef, Saud Alkandari, Ahmed Alshaya (тренер) |